# گلبدین حکمتیار
گلبدین حکمتیار مرادی شاهقریه(متولد ۵ تیر ۱۳۲۶ در ولایت پکتیا) جنگ‌سالار، سیاستمدار و نخست‌وزیر سابق افغانستان است. وی یکی از رهبران اصلی مجاهدین افغانستان در جنگ با شوروی بود. پس از سقوط حکومت محمد نجیب الله وی طی توافقنامه پیشاور به سمت نخست‌وزیری رسید اما اختلافات میان رهبران منجر به جنگ‌های کابل در دهه ۱۹۹۰ شد. بسیاری از مردم افغانستان وی را عامل کشتار بسیاری از مردم افغانستان و تخریب شهرهای مختلف افغانستان در دوره جنگ‌های داخلی می‌دانند.
در سال ۱۹۷۱ به جمعیت اسلامی افغانستان به رهبری برهان‌الدین ربانی پیوست. یک سال بعد به جرم قتل سیدال سخندان، دانشجویی افغان در دانشگاه کابل که طرفدار مائوئیسم بود، دستگیر شد اما بعداً در پی یک عفو عمومی آزاد گردید. پس از آزادی به سازمان جوانان مسلمان‎ پیوست و بعدها پس از آن به پاکستان رفت.
حزب اسلامی او در هنگام اشغال افغانستان توسط شوروی برای مبارزه علیه دولت کمونیستی وقت افغانستان در سال ۱۹۷۹ توسط سیا و با هماهنگی سازمان اطلاعات نظامی پاکستان تأمین مالی می‌شد.
پس از سقوط دولت محمد نجیب‌الله در سال ۱۹۹۲ دولت اسلامی افغانستان طبق پیمان پیشاور تأسیس گشت. تمام احزاب افغانستان در سال ۱۹۹۲ با آن توافق کردند و متحد شدند، به غیر از حزب اسلامی گلبدین حکمتیار که آن را نپذیرفت. در این زمان به حکمتیار پیشنهاد نخست‌وزیری داده شد اما او درصدد حاکمیت کامل در افغانستان بود.
وی سریعاً بمباران شهر کابل را آغاز نمود که باعث شروع دورهٔ جدیدی از جنگ داخلی در افغانستان در سال‌های ۱۹۹۲ تا ۱۹۹۶ شد. در این جنگ‌ها تنها در شهر کابل بیش از ۵۰٬۰۰۰ غیرنظامی کشته‌شده و موج عظیمی از مهاجرت‌ها از افغانستان بخصوص از شهر کابل آغاز شد.
در همین حال او به عنوان نخست‌وزیر افغانستان در بین سال‌های ۱۹۹۳ و ۱۹۹۴ و همچنین در سال ۱۹۹۶ پیش از به‌روی کار آمدن طالبان نقش ایفا کرد.
در زمان طالبان به تهران گریخته و در آنجا ساکن گردید و در سال ۲۰۰۲ ایران را به مقصد پاکستان ترک کرد. پس از آن در پاکستان فعالیت‌های نظامی خود را علیه دولت حامد کرزی و نیروهای بین‌المللی کمک به امنیت پیش گرفت.
او تا سال ۲۰۱۶ با تمام حکومت‌هایی که در افغانستان به قدرت رسیده بودند از جمله جمهوری افغانستان، جمهوری دموکراتیک افغانستان، دولت اسلامی افغانستان، امارت اسلامی افغانستان، دولت انتقالی افغانستان و دولت حامد کرزی و پس از آن با دولت اشرف غنی جنگیده است.
در انتخابات ریاست‌جمهوری ۱۳۹۳ افغانستان طرفداران خود را به شرکت در انتخابات دعوت کرد و به‌طور تلویحی از قطب‌الدین هلال (معاون سابقش) حمایت کرد، وی فقط ۲٫۷ درصد از آراء را کسب کرد.
حکمتیار بیش از ۱۵ سال به صورت مخفی زندگی کرد و نامش در فهرست تحریم‌های سازمان ملل متحد قرار داشت. در سال ۲۰۱۶ توافقنامهٔ صلحی میان دولت افغانستان به رهبری محمد اشرف غنی و حزب اسلامی امضا شد، که بر اساس آن دولت ضمانت کرد که در بدل برقراری آتش‌بس، به گلبدین حکمتیار و دیگر رهبران شورشی حزب اسلامی او مصونیت قضایی اعطا کرده و نام او را از فهرست تحریم‌های سازمان ملل حذف کند.

## زندگی شخصی و سیاسی
گلبدین حکمتیار در ۵ سرطان (تیر) سال ۱۳۲۶ (۱۹۴۷ میلادی) در ولسوالی امام صاحب از ولایت قندوز در خانواده پشتون از قبیله غلجایی به دنیا آمد. او برای دورهٔ کوتاهی رشته مهندسی را در دانشگاه کابل تعقیب نمود ولی قبل از تکمیل تحصیل به اثر فعالیتهای سیاسی از آنجا اخراج گردید. با این وجود هواداران وی به او «انجنیر حکمتیار» می‌گویند. در سال ۱۹۷۱ به جمعیت اسلامی افغانستان به رهبری برهان‌الدین ربانی پیوست اما در ۱۹۷۵ از آن جدا شده و حزب اسلامی افغانستان را پایه گذاشت. پس از کودتای ثور با کمک‌های مالی سیا و سازمان اطلاعات نظامی پاکستان به یکی از اصلی‌ترین نیروهای ضد شوروی تبدیل شد. وی در کشتار و ترور چپی‌ها، ناسیونالیست‌ها و مخالفانش در پاکستان، افغانستان و سایر کشورهای جهان دست داشت. حکمتیار گروهش را حزب اسلامی نامید، این حزب ۷۰٪ کمک جهانی که بخاطر جهاد علیه ارتش سرخ درافغانستان جمع می‌شد را جذب می‌کرد که اکثرش را در جنگهای داخلی با رقیبانش به مصرف رسانید. حکمتیار همچنین به صورت مستقیم یا غیرمستقیم عامل ترور خبرنگاران و روشنفکران و کسانی هست که از او انتقاد می‌کردند. در حزب وی اعراب که بعداً در شبکه القاعده جا گرفتند نیز شامل بودند.
در بهار سال ۱۹۸۹ هیچ نشانه‌ای از سقوط جمهوری دموکراتیک افغانستان وجود نداشت. از این‌رو حامیان آمریکایی و پاکستانی گروه‌های مجاهدین نقشه‌ای را ضد دولت طرح کردند که توسط سفیر ایالات متحده در پاکستان و نخست‌وزیر وقت پاکستان بی‌نظیر بوتو برای تصرف جلال‌آباد برنامه‌ریزی شد. طرف‌های آمریکایی و پاکستانی هر دو یک پیروزی معمولی را آرزومند بودند. آمریکایی‌ها می‌خواستند که مارکسیستها را تحقیر کنند و آن‌ها را از افغانستان خارج کنند و در نتیجه انتقام سقوط ویتنام جنوبی را بگیرند. پاکستان از آن‌سو خواهان گرفتن انتقام از اتحاد جماهیر شوروی به‌دلیل حمایت از رقیب منطقه‌ای سابقش هند بود. در پی این جنگ‌ها که به جنگ جلال‌آباد مشهور است حزب اسلامی گلبدین حکمتیار و تنظیم دعوت اسلامی سیاف همراه با حدود ۱۰ هزار عرب به شهر جلال‌آباد حمله و فرودگاه آن را تسخیر کردند. نیروهای دولت مرکزی با حمله به جلال‌آباد شکست سختی به آن‌ها دادند و نیروهای ائتلاف حکمتیار بعد از دادن ده هزار کشته به کوه‌ها متواری شدند. این بزرگ‌ترین شکستی بوده که در یک جنگ در افغانستان رخ داده است. در طول این جنگ‌ها حدود ۳هزار نفر از افراد مجاهدین کشته شدند. همچنین بین ۱۲ تا ۱۵ هزار غیرنظامی کشته شده و بیش از ۱۰هزار نفر افغانستان را در این زمان ترک کردند. در سال ۱۹۹۱ در کودتایی در همکاری با گروه خلقی‌ها تحت رهبری شهنواز تنی وزیر دفاع وقت و محمدگلاب زوی علیه حکومت دکتر نجیب دست داشت ولی ناکام گردید. در مدت جنگ‌های داخلی وی از طرف عربستان سعودی، پاکستان و ایالات متحده کمک می‌شد. بعد از خروج ارتش سرخ از افغانستان کمک‌های خارجی قطع شد.

## نقش در جنگ‌های داخلی افغانستان
حکمتیار دلیل مخالفتش با حکومت مجاهدین را موجودیت نیروهای کمونیستی عبدالرشید دوستم بیان می‌نمود اما بعداً با دوستم و حزب وحدت شورای هماهنگی را به وجود آورد و دست به کودتایی علیه حکومت وقت زد. این کودتا به شکست انجامید و غیرنظامیان زیادی در آن کشته شدند. در پی آن قسمت‌های زیادی از شهر کابل ویران شد. او یکی از مهم‌ترین افراد در شروع و دوام جنگهای داخلی به‌شمار می‌آید. وی شهر کابل را مستقیماً و به‌صورت علنی مورد بمباران قرار داد که باعث شروع دورهٔ جدیدی از جنگ داخلی در افغانستان در سال‌های ۱۹۹۲ تا ۱۹۹۶ شد. در طول این جنگ شهرهای کابل، هرات، مزارشریف و قندهار بیشترین میزان خشونت و تلفات را نسبت به شهرهای دیگر دادند و تنها در شهر کابل بیش از ۵۰٬۰۰۰ غیرنظامی کشته‌شده و موج عظیمی از مهاجرت‌ها از افغانستان به‌خصوص از شهر کابل آغاز شد.
حزب اسلامی گلبدین حکمتیار از سوی نهادهای حقوق بشری و فعالان مدنی متهم به دست داشتن در کشتار غیرنظامیان در این جنگ شده است. به گزارش این گروه‌ها حکمتیار مسئول برخی از فجایع جنگ از جمله موشک‌پرانی ماه اوت سال ۱۹۹۲ است. همچنین براساس گزارش کمیته بین‌المللی صلیب سرخ، حکمتیار به صورت مستقیم مسئول کشتار حداقل۱۸۰۰ تن و زخمی کردن بیش از ۸۰۰۰ غیرنظامی است. نهاد بین‌المللی دیده‌بان حقوق بشر نیز او را به نقض حقوق بشر از جمله ناپدید شدن اجباری مخالفان سیاسی، داشتن یک زندان زیرزمینی در پاکستان و شکنجه در آن، و حملات خشونت‌آمیز به سازمان‌های غیردولتی فعال در زمینه برنامه‌های آموزش و بهداشت برای زنان افغان در اردوگاه‌های پناهندگان در پاکستان، متهم می‌کند.

### زندگی مخفی
حکمتیار پس از اشغال کابل توسط طالبان با برهان الدین ربانی به سمت شمال رفت و از آنجا راهی ایران شد و در تهران ساکن شد. اگرچه پس از سقوط طالبان و خروج از ایران علیه این کشور موضع گرفت. نمونه‌ای از موضع‌گیری‌های او علیه ایران، بیانیه‌ای است که در سایت آژانس اسلامی افغانستان در تیرماه ۱۳۹۴ منتشر شده و در آن ایران را به «دمیدن در آتش جنگ‌های فرقه‌ای و درگیری‌ها» متهم کرده است. ایران رسماً اعلام کرده بود که حکمتیار را بنابه درخواست افغانستان و چند کشور غربی پذیرفته است. وی پس از سقوط طالبان و تشکیل دولت انتقالی افغانستان با حمایت آمریکا و کشورهای غربی از این حکومت و عملیات نظامی آمریکا انتقاد می‌نمود و جزو یکی از نیروهای مخالف بود.

## پیمان صلح ۲۰۱۶ و بخشش
در ۲۲ سپتامبر ۲۰۱۶ حزب اسلامی با دولت اشرف غنی پیمان صلح امضا کرد و بنا بر بخشی از پیمان، حکمتیار بخشیده شد و پس از حدود ۲۰ سال به افغانستان بازگشت. زندانیان سیاسی حزب آزاد شدند و حزب اسلامی متعهد شد از افراطیان فاصله گرفته، به قانون اساسی افغانستان وفادار بماند و علیه حکومت مرکزی اقدام نکند. در ۳ فوریهٔ ۲۰۱۷ تحریم‌های بین‌المللی علیه حکمتیار رفع شد.
او پس از سال‌ها زندگی در خفا در یک نشست عمومی در ولایت لغمان حاضر شد و برای ترویج صلح در افغانستان سخنرانی کرد. وی در این سخنرانی رسانه‌ها را لعین خطاب کرد و در سخنرانی دومش برخی از رسانه‌ها را شریر دانسته و تأکید ورزید که باید جلو این رسانه‌ها گرفته شود.
معاون اول و دوم رئیس‌جمهوری افغانستان به استقبال او به شهر جلال‌آباد در شرق کشور رفتند. سرور دانش با شماری از مقام‌های ارشد دولتی از جمله حنیف اتمر، مشاور امنیت ملی رئیس‌جمهوری در مراسم استقبال از حکمتیار حضور یافت و سخنرانی کرد. او بلندپایه‌ترین مقام دولتی است که پس از حضور علنی حکمتیار در میان مردم، با او دیدار می‌کند و رسماً به او خوش‌آمد می‌گوید. دانش در سخنرانی خود احترام به آراء مردم، تنوع قومی جامعه و مشارکت اقوام در ساختارهای دولتی و آزادی بیان را به عنوان اصول اساسی نظام سیاسی کشور یادآوری کرد. پذیرش قانون اساسی و ارزشهای مندرج در آن از شرایط بنیادی مذاکره با حزب اسلامی بوده است و آنها در توافقنامه آشتی با دولت رسماً آن را پذیرفته‌اند. حکمتیار در سخنرانی خود تأکید کرد که «تسلیم» نشده، بلکه «برای نجات مردم با دولت آشتی» کرده است. او همچنین گفت که او از خارج «وارد کشور» نشده، بلکه «از کوه‌ها به شهر» آمده است. او افزود که برای وارد شدن به دولت تصمیمی نگرفته است.
دفتر نمایندگی سیاسی سازمان ملل در افغانستان (یوناما) از آشتی دولت با گلبدین حکمتیار استقبال کرده اما نسبت به مسائل مربوط به «عدالت انتقالی و حقوق بشر» ابراز نگرانی کرد. در ۲۵ مه ۲۰۱۷ این دفتر اعلام کرد که درخواست رسیدگی به اتهامات حقوق بشری حکمتیار را دریافت کرده است.

## انتخابات ریاست‌جمهوری ۱۳۹۸
گلبدین حکمتیار در ۲۹ جدی/دی ۱۳۹۷ به همراه فضل‌الهادی وزین، به عنوان معاون نخست و قاضی حفیظ الرحمن نقی به عنوان معاون دوم، خود را برای انتخابات ریاست‌جمهوری ۱۳۹۸ ثبت نام کرد.